# Саобраћај у Словачкој
Словачка Република је средњоевропска земља, која се простире кроз више области Европе (Подунавље, област Карпата, Панонска низија). Ове околности омогућиле су изваредне услове за развој свих видова саобраћаја и промета кроз земљу.
Словачка има развијен друмски, железнички, ваздушни и водни саобраћај. Главни саобраћајни чвор у земљи је главни град, Братислава.

## Железнички саобраћај
Погледати: Железнице Словачке Републике
Укупна дужина железничке мреже у Словачкој је 3.662 km, од чега је 3.512 km стандардне ширине колосека. Електрификовано је 1.588 km пруга, а 1011 km пруга су оне са два колосека. Највећи железнички чворови су: Братислава, Кошице, Галанта, Жилина, Зволен. Тренутно се железничка мрежа интензивно обнавља, нарочито главна железничка линија у земљи, која повезује Братиславу и Кошице. Предвиђа се да ће овом обновом бити могуће брзине и преко 150 км/час.
Два највећа града у држави, Братислава и Кошице, имају развијен трамвајски превоз.
Железничка веза са суседним земљама:
- Мађарска - да
- Аустрија - да
- Чешка - да
- Пољска - да
- Украјина - да, уз промену ширине колосека

## Друмски саобраћај
Погледати: Ауто-путеви у Словачкој
Укупна дужина путева у републици Словачкој је 42.993 km, од чега је са чврстом подлогом 37.533 km (2003. године). Дужина ауто-путева тренутно износи свега 316 km, али се у наредним годинама очекује брза изградња нових деоница. Ауто-путеви носе двојну ознаку „Д+број“, а магистрални путеви „Р+број“.
Ауто-путеви у Словачкој су:
- Ауто-пут Д1, Братислава - Трнава - Тренчин - Жилина - Липтовски Микулаш - Прешов - Кошице - граница са Украјином, укупна дужина 517 km, савремени ауто-пут изграђен у дужини од 271 km на три деонице: Братислава - Тренчин, око Липтовског Микулаша и Прешов - Кошице, планирана изградња од Братислава до Кошица до 2010. године.
- Ауто-пут Д2, граница са Мађарском - Јаровце (веза са Ауто-путем Д4) - Братислава - граница са Чешком, укупна дужина 80 km, савремени ауто-пут изграђен на целој дужини.
- Ауто-пут Д3, Жилина (веза на Ауто-пут Д1) - Чадца - граница са Пољском, укупна дужина 59 km, савремени ауто-пут изграђен на деоници од Жилине у дужини од 14 km.
- Ауто-пут Д4, Сенец (веза на Ауто-пут Д1) - Братислава - Јаровце (веза са Ауто-путем Д2) - граница са Аустријом, укупна дужина 33 km, савремени ауто-пут изграђен на деоници од Јаровца до аутријске границе у дужини од 3 km.

Магистрални путеви у Словачкој су:
- Р1, Трнава - Нитра - Зволен - Бањска Бистрица
- Р2, граница са Чешком - Тренчин - Пријевизда - Зволен - Римавска Собота - Кошице
- Р3, граница са Мађарском - Зволен - Мартин - граница са Пољском
- Р4, граница са Мађарском - Кошице - Прешов - граница са Пољском
- Р5, Сврчиновец - граница са Чешком
- Р6, Белуша - граница са Чешком
- Р7, Братислава - Нове Замки - Лученец
- Р8

## Водени саобраћај
Словачка је унутаркопнена земља и стога нема поморских лука. Са друге стране, речни саобраћај је веома развијен и међународног је значаја. Дужина речних водених путева у Срловачкој је 172 km (2005. године) и то је, заправо, дужина Дунава у Словачкој. Река Дунав, важан паневропски пловни пут (Коридор 7) који повезује средњу Европу са облашћу Црног мора. Најважније словачке речне луке на Дунаву су Братислава и Комарно.

## Гасоводи и нафтоводи
Нафтовод: Дужина токова је 416 км.
Гасовод: Дужина токова је 6.769 км.

## Ваздушни транспорт
У Словачкој је седиште неколико авио-компанија, од којих је најпознатија нискотарифна авио-компанија "Скај Јуроп". У држави постоји 36 званично уписаних аеродрома, од тога 18 са тврдом подлогом (2006. године). 6 аеродрома је уврштено на листу аеродрома са IATA кодом (IATA Airport Code):
- Аеродром „М. Р. Штефаник“ у Братислави, познат и као „Иванка“ - BTS
- Међународни аеродром Кошице у Кошицама - KSC
- Аеродром Пјештани у Пјештанима - PZY
- Аеродром „Татре“ у Попраду - TAT
- Аеродром „Слијач“ код Бањске Бистрице - SLD
- Аеродром Жилина у Жилини - PRN

Највећи и најважнији аеродром у земљи је братиславски Аеродром „М. Р. Штефаник“ у предграђу Иванка, удаљен 9 km североисточно од средишта града. Већина других аеродрома служи за нискотарифне летове и у свом промету се ослања на туризам.